# Marzahn Mon Amour
Marzahn Mon Amour ist eine deutsche Miniserie des Ersten, welche erstmals 2025 ausgestrahlt wurde. In der ARD Mediathek ist die erste Staffel seit dem 14. März 2025 verfügbar, im Fernsehprogramm des Senders wurde in der Woche darauf, am 21. März 2025, ausgestrahlt. Die Serie basiert auf dem Roman Marzahn, mon amour. Geschichten einer Fußpflegerin von Katja Oskamp, in der die Autorin autobiografisch ihre Geschichte als Fußpflegerin in dem Berliner Stadtteil beschreibt.

## Handlung
Kathi Grabowski ist eine aktuell nicht sonderlich erfolgreiche Schriftstellerin, die gerade von ihrem Mann Heiko verlassen wurde und jetzt mit ihrer Tochter Lilly allein in ihrer Marzahner Wohnung lebt. Lilly macht die Trennung der Eltern zu schaffen, sodass das Verhältnis zu ihrer Mutter angespannt ist.
Um Geld zu verdienen, nimmt Kathi kurzerhand einem Job in einem Beauty-Salon an der Marzahner Promenade an. In der Beauty Oase Marzahn bearbeitet die frisch ausgebildete Fußpflegerin gemeinsam mit Chefin Jenny und Kollegin Lulu die Füße ihrer Kunden, die bei ihren Salonbesuchen die unterschiedlichsten Biografien mitbringen. Kathi hat ein besonderes Gespür für die Sorgen ihrer Kunden, auf die sie behutsam eingeht. Auch mit Jenny und Lulu versteht sie sich, die drei Frauen werden zu einem eingespielten Team. Lilly eröffnet ihrer Mutter, dass sie demnächst eine längere Auszeit in Australien nehmen möchte. Kathi ist zunächst dagegen, lässt ihrer Tochter aber schließlich die Freiheit dies zu tun und unterstützt sie.
Der Salon hat zunehmende finanzielle Schwierigkeiten, die Nebenrechnung ist zu hoch und die Kundschaft der Gegend ist nicht die zahlungskräftigste. Deshalb weigert sich Jenny, höhere Peise zu verlangen. Ein später auftretender Wasserschaden infolge einer einst unprofessionell durchgeführten Handwerksarbeit durch Jennys Bruder führt zu weiteren Belastungen. Als die Besitzerin eines anderen Salons versucht, Lulu für sich abzuwerben und Jenny davon erfährt, feuert die gekränkte Chefin Lulu. Wenig später stellt Jenny fest, dass Lulu sich gar nicht abwerben ließ und holt sie zurück. Da der Salon eigentlich nur genug Geld für zwei Frauen abwirft, bietet Kathi ihre Kündigung an. Doch Jenny erwidert, sie bräuchte beide, und so machen die Frauen – trotz aller finanziellen Probleme – zu dritt weiter.

## Produktionsnotizen
Die Serie wurde vom 23. Mai 2024 bis zum 1. Juli 2024 in Berlin-Marzahn gedreht. Drehorte waren unter anderem an der Marzahner Promenade sowie der Bahnhof Berlin-Marzahn und das Eastgate Berlin.

## Folgenübersicht
| Folge | Inhalt |
| ----- | --- |
| 1     | Kathis erster Kunde in ihrem neuen Job ist ausgerechnet ihr früherer Nachbar und verhasster Parteigenosse Schimke. Trotz ihrer großen Differenzen hat Kathi ein Ohr für ihn und versucht, auf die Probleme des eigentlich einsamen Manns einzugehen.                |
| 2     | Doris und Mutter Thea entpuppen sich als komplizierte Kunden. Das sich dauernd im Konflikt befindende Mutter-Tochter-Paar kann nicht miteinander, aber auch nicht ohne einander. Im Gespräch mit jeder der beiden eröffnet sich Kathi die jeweilige Perspektive.    |
| 3     | Das neue Onlinebuchungssystem führt zu reichlich Chaos und zu Auseinandersetzung zwischen Jenny und Lulu. Kathi behandelt Frau Baumüller, die ihren in Dubai arbeitenden Sohn vermisst und sich mit einem vollen Terminkalender gegen die Einsamkeit stemmt.        |
| 4     | Kathi versorgt das Ehepaar Henke, das auf 50 Ehejahre zurückblickt und von guten und schlechten Zeiten erzählt. Nachdem sie beschließen, dass er aufgrund seiner Gebrechlichkeiten in ein Heim zieht, erleidet er einen Zusammenbruch und stirbt kurze Zeit später. |
| 5     | Mario kommt zu Kathi in die Fußpflege. Der trockene Alkoholiker hat Probleme mit Hühneraugen, da er die Schuhe eines Freunds trägt, der an den Folgen seines Alkoholkonsums gestorben ist. Da Mario kitzlig ist, muss Kathi besonders behutsam sein.                |
| 6     | An einem heißen Tag kommen kaum Kunden in den Salon. Kathi behandelt eine Kundin und deren Enkelin, im Anschluss kommt Witwe Henke vorbei. Sie erzählt, was sie nach dem Tod ihres Mannes gemacht hat, aber auch davon, wie sie im Krieg fliehen musste.            |

## Soundtrack
Die Musik der Serie wurde von der Sängerin Kat Frankie komponiert. Darüber hinaus wurden für den Soundtrack unter anderem folgende Songs verwendet:
- Lola Young (Messie)
- The Paper Kites (Paint)
- Eva Weißenborn (Für mich soll’s rote Rosen regnen)
- Black Pumas (Fire)
- Elliott Smith (Between the Bars)
- The Cars (Drive)
- The B-52s (Dance this mess around)
- Stereolab (Changer)
- Supertramp (School)
- Carrie Underwood (Before He Cheats)
- Annie Lennox (No more I love You’s)

## Kritiken
Das Lexikon des internationalen Films bewertet die Serie mit 3,5 von 5 Sternen und beschreibt Marzahn Mon Amour als „[e]ine der menschenfreundlichsten Serien, mit denen das deutsche Fernsehen derzeit aufwartet“.
Martina Kalweit von tittelbach.tv kommt in ihrer positiven Besprechung auf insgesamt 4,5 von 6 Sternen. Die Serie biete viele kleine Dramen und berühre „wie eine warme Hand auf schlecht durchbluteter Haut“.
Auf kino.de bezeichnet Michèle Figur Marzahn Mon Amour die Serie als die beste deutsche Serie seit langem. Die Schicksale der in den Geschichten vorkommenden Individuen würden ohne großen Schnickschnack und ohne Vorurteile erzählt. Dabei kämen Dinge zum Vorschein, die man in der schnelllebigen Welt heutzutage leicht übersehe. Es werde auch kein Finger erhoben – was Figur positiv herausstellt. Es gehe um normale Menschen und alltägliche Probleme, nichts werde dramatisch überspitzt. Das einzige, was mam kritisieren könne, wären – neben einem schwachen Finale zwischen Jenny und Lulu – die Nahaufnahmen menschlicher Füße. Dies wäre aber „Meckern auf hohem Niveau“.